# Farim
Farim is een plaats in Guinee-Bissau en is de hoofdplaats van de regio Oio. Farim telt naar schatting 6405 inwoners (2008).